# Звездна асцидия
Звездните асцидии (Botryllus schlosseri) са вид асцидии от семейство Стиелидови (Styelidae).
Смятат се за инвазивни за Австралия. 
Таксонът е описан за пръв път от Петер Симон Палас през 1766 година.